# Kinesia paradoxa
Kinesia paradoxa (manchmal auch K. paradoxica) ist ein Phänomen in der Neurologie, welches bei an Formen der Akinesie oder Bradykinesie leidenden Patienten, vor allem bei an Parkinson Erkrankten, beobachtet werden kann. Ausgelöst durch spezifische Stimuli können solche Patienten plötzlich komplexe motorische Abläufe, die normalerweise für sie nur schwerlich und langsam möglich sind, fließend und in nahezu normaler Geschwindigkeit durchführen. Das bekannteste Beispiel hierfür ist der normale Gang, der bei Parkinson-Patienten meist stark beeinträchtigt ist.

## Historisches
Geprägt wurde der Begriff erstmals 1921 von dem französischen Neurologen Alexandre-Achille Souques, der maßgeblich zu der Erforschung des Parkinsonismus beigetragen hat. Er nutzte ihn, um eine plötzliche und kurze Phase von Mobilität zu beschreiben, die anscheinend durch emotionalen oder physischen Stress ausgelöst wurde.
Nach Jahren, in denen immer wieder über solche Fälle von Kinesia paradoxia berichtet wurde, veröffentlichte James Purdon Martin 1967 eine der ersten Studien über das Phänomen und die Verwendung visueller Stimuli, um es auszulösen.

## Einteilung
Eine Kategorisierung kann anhand der auslösenden Mechanismen vorgenommen werden.

### Lebensbedrohliche Situationen
Wie bereits durch Alexandre-Achille Souques beobachtet, kann bei brady- oder akinetischen Patienten durch sehr starken emotionalen oder physischen Stress, also in potentiell lebensbedrohlichen Situationen eine Kinesia paradoxa ausgelöst werden. Hierzu einige Fallbeispiele:
- In einem Krankenhaus, in dem auch parkinsonische Patienten behandelt werden, brach ein Feuer aus. Die Patienten waren im dritten Stock untergebracht und konnten normalerweise nur mittels eines Rollstuhls bewegt werden. Die Krankenschwestern wollten dies der Feuerwehr erklären, bemerkten dann aber, dass die Patienten das Gebäude bereits verlassen hatten. Sie konnten offenbar über die Treppe entkommen.[4]
- Bei dem Erdbeben von L’Aquila 2009 gelang es einer bereits seit einem Jahr bettlägerigen 90-jährigen Frau, aus ihrem Bett aufzustehen und vom dritten Stock, in dem sich ihre Wohnung befand, auf die Straße zu rennen. Auch danach war es ihr noch möglich, mit Unterstützung zu laufen, wohingegen sie zuvor im Rollstuhl bewegt werden musste. Sie und 13 weitere Patienten mit Parkinson und Demenz konnten dem Unglück so entkommen und bei 5 Patienten war die Verbesserung der motorischen Fähigkeiten auch noch 2 bis 5 Monate nach dem Ereignis zu beobachten.[5]
- Eine Studie von 2007 beschrieb das Auftreten von Kinesia paradoxa bei zwei Parkinson-Patienten in Haifa während des Libanonkrieges. Bei beiden waren die Warnsirenen als auditorischer Stimulus nicht ausreichend, es bedurfte zusätzlicher visueller Stimuli. So war es einem der beiden, der seit beinahe zehn Jahren an Freezing of Gait (kurzzeitig „eingefrorene“ Bewegung im Spätstadium der Erkrankung) litt, möglich, aus der Gefahrenzone zu rennen.[6]
- Ein akinetischer Parkinson-Patient passte auf seinen Enkel auf und dieser ging zum Spielen nach draußen. Als der Großvater plötzlich einen Knall wie von einem Autounfall hörte, war er so besorgt, sein Enkel könne überfahren worden sein, dass er auf die Straße rannte. (Dem Jungen war nichts passiert.)[7]

### Externe Stimuli

#### Visuell
James Purdon Martin untersuchte 1976 erstmals in seiner Studie die Wirkung von visuellen Stimuli in Form von Objekten oder Linien verschiedener Konfiguration auf die Bewegungsfähigkeit von Parkinson-Patienten. So können auf dem Weg angebrachte Streifen, Papierblätter, kontrastierte Bodenfliesen oder auch Hindernisse wie Ziegel oder Holzstücke Kinesia paradoxa auslösen und somit das Gangbild teilweise dramatisch verbessern. Der beste Effekt konnte erzielt werden durch transverse, breite Linien, die stark mit dem Untergrund kontrastieren und durch dreidimensionale Objekte, die als Hindernisse in den Weg gelegt wurden.

So beschrieb Oliver Sacks in seinem Buch Awakenings den Fall einer Patientin, die kleine weiße Papierbälle als visuelle Stimuli nutzte. 

„She would carry in one hand a supply of minute paper balls of which she would now let one drop to the ground: its tiny whiteness immediately ‘incited’ or ‘commanded’ her to take a step, and thus allowed her to break loose from the freeze and resume her normal walking pattern...“

„In einer Hand trug sie einen Vorrat an winzigen Papierkügelchen, von denen sie hin und wieder einen zu Boden fallen liess: dieser winzige weiße Punkt animierte, ja befahl ihr geradezu, einen Schritt vorwärts zu tun, und erlaubte ihr somit, sich aus ihrem eingefrorenen Zustand zu befreien und ihr normales Fortbewegungsmuster fortzusetzen...“

#### Auditorisch
Auch auditorische Stimuli wie Musik oder Rhythmen sind dazu in der Lage, die motorischen Abläufe signifikant zu verbessern. So konnte in einer Studie das Auftreten von Freezing of Gait – dem plötzlichen Einfrieren des Ganges bei Parkinson-Patienten – durch auditorische rhythmische Stimulation signifikant gesenkt werden. Zugleich wurden auch die Geschwindigkeit und der Schrittrhythmus erhöht und das während des Experimentes geforderte Umdrehen am Ende des Weges gelang ebenfalls schneller. Hierbei wurde über Kopfhörer ein „Klick“ – ein 50 ms langer 4,625-Hz-Ton – eingespielt, welcher in der Frequenz an die Probanden angepasst wurde.
Auch die Kraft der Musik, als neuer innerer Taktgeber zu wirken, hat Oliver Sacks bei seinen Patienten beobachtet und dies zusammen mit einem Einblick in die Sichtweise der Patienten in seinem Buch Awakenings beschrieben. Im Fall einer ehemaligen Musiklehrerin, die ihre Bewegungsabläufe, seitdem sie an Parkinson erkrankt war, als hölzern und roboterhaft empfand und die sich oft eingefroren, wie ein Stillleben vorkam, half die bloße Vorstellung von Liedern, zu denen sie früher gerne getanzt hat.

„With this sudden imagining of music, this coming of spontaneous inner music, the power of motion, action, would suddenly return, and the sense of substance and restored personality and reality; now, as she put it, she could ‘dance out of the frame’, the flat frozen visualness in which she was trapped, and move freely and gracefully: ‘It was like suddenly remembering myself, my own living tune.’ But then, just as suddenly, the inner music would cease, and with this all motion and actuality would vanish, and she would fall instantly, once again, into a Parkinsonian abyss.“

„Mit dieser plötzlichen Vorstellung von Musik, dem Entstehen einer spontanen inneren Melodie, kam auch die Kraft der Bewegung und Aktion wieder zurück, genau so wie das Gefühl des Seins, der wiedergefundenen Persönlichkeit und Realität; für sie war es so, als könne sie „aus dem Rahmen tanzen“, die flache, stillstehende Visualität verlassen, in der sie sich gefangen fühlte, und sich frei und anmutig bewegen: „Es war wie eine plötzliche Erinnerung an das eigene Sein, an ihre eigene Lebensmelodie.“ Aber genau so plötzlich, wie diese innere Musik gekommen war, verschwand sie auch wieder und mit ihr verschwand jegliche Bewegung und Wirklichkeit und ließ sie wieder in einen parkinsonschen Abgrund zurückfallen.“

### Medikation
Die Behandlung von Parkinson mit L-Dopa führte zu einer Zunahme des Auftretens von Kinesia paradoxa bei solchen Patienten. Zuvor war das Phänomen hauptsächlich bei Patienten beobachtet worden, die an Encephalitis lethargica erkrankt waren und unter postenzephalitischem Parkinson litten. Oliver Sacks behandelte diese postenzephalitischen Parkinsonpatienten erstmals mit L-Dopa und beschrieb ihre Erkrankung und die Auswirkungen der medikamentösen Therapie in seinem Buch Awakenings. Das Medikament scheint gerade bei anderen Parkinsonpatienten eine zwingende Voraussetzung zu sein, um Kinesia paradoxa zu ermöglichen.

## Wirkmechanismus
Wie Kinesia paradoxa funktioniert, ist noch nicht geklärt. Es gibt aber verschiedene Theorien, die auf drei grundlegenden Konzepten beruhen.
- Aktivierung von Basalganglien
- Aktivierung alternativer Signalwege über die cerebelläre Verschaltung
- Verstärkung des noradrenergen Systems[11]

## Film
- Zeit des Erwachens (Originaltitel: Awakenings)